# (10507) 1988 ER1
A (10507) 1988 ER1 a Naprendszer kisbolygóövében található aszteroida. Poul Jensen fedezte fel 1988. március 13-án.

## Kapcsolódó szócikk
- Kisbolygók listája (10501–11000)